# Heinz Wackers
 (septembre 2017).
Si vous disposez d'ouvrages ou d'articles de référence ou si vous connaissez des sites web de qualité traitant du thème abordé ici, merci de compléter l'article en donnant les références utiles à sa vérifiabilité et en les liant à la section « Notes et références ».
Heinz Wackers (né le 20 septembre 1925 à Krefeld) est un joueur professionnel allemand de hockey sur glace.

## Carrière
De 1938 à 1959, il joue 700 matchs pour le KEV 36 et le KTSV Preussen. Il est champion d'Allemagne avec le Preussen en 1951.[réf. nécessaire]
Avec l'équipe nationale, il joue six matchs lors des Jeux olympiques de 1952.[réf. nécessaire]

## Source de traduction
- (de) Cet article est partiellement ou en totalité issu de l’article de Wikipédia en allemand intitulé « Heinz Wackers » (voir la liste des auteurs).